# Raión de Pechersk
Raión de Pechersk (en ucraniano: Печерський район) es un raión o distrito urbano de Ucrania, en la ciudad de Kiev. 
Comprende una superficie de 27 km².

## Demografía
Según estimación 2010 contaba con una población total de 126200 habitantes.